# Flughafen Allahabad

i8
i11
i13
Der ca. 98 m hoch gelegene Flughafen Allahabad (englisch Allahabad Airport, auch Prayagraj Airport) ist ein militärisch und zivil genutzter nationaler Flughafen ca. 15 km (Fahrtstrecke) westlich der am Zusammenfluss von Ganges und Yamuna liegenden Millionenstadt Prayagraj (ehemals Allahabad) im Bundesstaat Uttar Pradesh im Norden Indiens.

## Geschichte
Ein Flugplatz wurde von der britischen Kolonialmacht ab dem Jahr 1919 gebaut; ab dem Jahr 1924 gab es sogar internationale Flüge nach London. Von den 1940er Jahren an diente der Flughafen nur noch militärischen Zwecken. Erst im Jahr 2003 wurden mit Delhi und Kalkutta erstmals wieder zivile Ziele angeflogen. In den Jahren 2018/19 wurde ein neues Terminal-Gebäude fertiggestellt und die Start- und Landebahn verlängert.

## Flugverbindungen
Der Flughafen Allahabad wird von mehreren indischen Fluggesellschaften angeflogen. Es gibt Flüge zu zahlreichen nationalen Zielen (darunter u. a. Delhi, Mumbai, Bengaluru, Gorakhpur, Pune, Bhubaneswar).

## Sonstiges
- Der Flughafen hat eine Start- und Landebahn mit einer Länge von ca. 2560 m.
- Betreiber sind die Indian Air Force und die Airports Authority of India.